# أربوسة جميلة
أربوسة جميلة (الاسم العلمي: Erebus speciosus) هي نوع من الحشرات تتبع جنس الأربوسة من الفصيلة الأربوسية.